# BTR-22
BTR-22 (poprzednie oznaczenie BTR-82U i BTR-87) – rosyjski prototypowy kołowy transporter opancerzony wyprodukowany przez Wojskowe Przedsiębiorstwo Przemysłowe z Moskwy. Po raz pierwszy został on zaprezentowany podczas 9 Międzynarodowego Forum Wojskowo-Technicznego Armia-2023 w Kubince. 
Według planów pojazd ma docelowo zastąpić wykorzystywane przez rosyjskie siły zbrojne pojazdy z rodziny BTR będąc jednocześnie tańszą alternatywą dla rozwijanej rodziny pojazdów Bumierang. 

## Charakterystyka
W porównaniu z poprzednimi pojazdami z rodziny BTR nowy pojazd posiada zmieniony kadłub i układ konstrukcyjny – silnik wysokoprężny został umieszczony, wzorem z pojazdów zachodnich, na przodzie kadłuba; natomiast załoga otrzymała do swojej dyspozycji drzwi z tyłu pojazdu. Podwozie otrzymało zmieniony kształt wzorowany na pojazdach z rodziny Bumierang zapewniający lepszą odporność, a strop maszyny został podniesiony. Kadłub ma wytrzymywać ostrzał z broni o kalibrze 12,7 mm oraz 14 mm oraz oferować możliwość zamontowania pancerza dodatkowego. Zastosowany silnik YaMZ 536 o mocy ok. 330 KM pozwala na rozpędzenie pojazdu do 80 km/h. Pojazd zachował zdolność pływania. 
Pojazd został pierwotnie zaprezentowany z wieżą BPPU-1, znaną z maszyn typu BTR-82 i wyposażoną w szybkostrzelne działko automatyczne 2A72 kalibru 30 mm oraz karabin maszynowy PKTM kalibru 7,62 mm. Działko jest stabilizowane w dwóch płaszczyznach i posiada dzienno-nocny system celowniczy TKN-4GA-01, a jego maksymalny zasięg wynosi do 2500 m przy szybkostrzelności wynoszącej 330 strzałów na minutę. Pokazano także wariant BTR-22 z systemem wieżowym „Balista” wyposażonym w dodatkowe opancerzenie na burtach i uzbrojonym w działko 2A42 kalibru 30 mm o zwiększonej szybkostrzelności względem poprzednika, karabin maszynowy kalibru 7,62 mm oraz umieszczone symetrycznie po obydwu stronach wyrzutnie przeciwpancernych pocisków kierowanych 9M113 Konkurs o przebijalności do 800 mm jednorodnego stalowego pancerza.
Załogę stanowią dwie osoby – dowódca oraz kierowca siedzący z przodu kadłuba obok silnika. Dodatkowo BTR-22 może przewozić wewnątrz 8 żołnierzy desantu, którzy mają do swojej dyspozycji tylne drzwi desantowe.

## Użytkownicy
- Rosja
  - Wojska Lądowe – od stycznia 2024 roku w trakcie testów[10]